# 朱昌祚
朱昌祚（1627年—1667年），字云门，中国山东高唐人，清朝初年名臣。
朱昌祚于1638年在皇太极入侵山东时被掳往辽东，入汉军镶白旗。清朝在全国建立统治后，被任命为宗人府启心郎，后又担任工部侍郎。顺治十八年（1661年），出任浙江巡抚，多有善政。
康熙二年（1663年），升任福建总督，未到任。康熙四年（1665年），以兵部尚书衔总督直隶、山东、河南，人称“朱三省”。次年因反对鳌拜圈地而被下狱，不久与苏纳海和王登联一道被鳌拜矫诏处死。
康熙九年（1670年），朱昌祚被平反，谥勤愍。